# Thüringenhausen
Thüringenhausen település Németországban, azon belül Türingiában. Lakosainak száma 108 fő (2018. december 31.).

## Népesség
A település népességének változása:

| 2017 | 111 |
| 2018 | 108 |